# TLC (együttes)
A TLC amerikai R&B/hiphop-lányegyüttes, tagjai Tionne „T-Boz” Watkins, Rozonda „Chilli” Thomas és Lisa „Left Eye” Lopes. Az együttes öt stúdióalbumot jelentetett meg, négy Grammy-díjat nyert, és a Billboard magazin szerint minden idők egyik legjobb zenei triója. Számos daluk aratott nagy sikert, köztük a Creep, a társadalmi tudatosságot terjesztő Waterfalls, a No Scrubs és az Unpretty. A RIAA és a Billboard magazin adatai szerint a TLC az Egyesült Államokban több mint 22 millió lemezt adott el. 2008-ban felkerült a Billboard minden idők 100 legjobb előadóját felsoroló listájára, az 56. helyre.
1992-ben jelent meg első albumuk, az Ooooooohhh.... On the TLC Tip. Második albumuk, az 1994-ben megjelent CrazySexyCool volt az, amivel igazán nagy sikert arattak, ez volt női együttestől az első album, ami gyémántlemez minősítést kapott a RIA-tól, mert több mint tízmillió példányban kelt el az Egyesült Államokban. Harmadik albumuk, a FanMail 1998-ban jelent meg, és hatmillió példányban kelt el.
2002 elején, nem sokkal a TLC negyedik stúdióalbuma, a 3D megjelenése előtt Lisa Lopes autóbalesetben meghalt Hondurasban. Watkins és Thomas 2005-ben valóságshowban kerestek egy új tagot, akivel felvettek egy újabb dalt, szerződésük azonban erre az egy dalra szólt, nem szándékoztak mással betölteni Lopes helyét. Watkins és Thomas azóta szólókarrierbe kezdtek.

## Pályafutásuk

### 2nd Nature
1990-ben Crystal Jones Atlantai tinédzser tagokat kezdett toborozni 2nd Nature nevű együtteséhez. Így talált rá a Des Moines-i Tionne Watkinsra és Lisa Lopes rapperre, aki épp akkor költözött a városba Philadelphiából, mindössze egy szintetizátorral és 750 dollárral. A csapat találkozott Perri „Pebbles” Reid R&B-énekesnővel, aki saját producercéget alapított Pebbitone néven. Reid átnevezte az együttest TLC-re (a név a tender loving care, „szerető gondoskodás” rövidítése, egyben a lányok keresztnevének kezdőbetűi) Pebbles elintézett egy meghallgatást az együttesnek az atlantai LaFace Records kiadóval, melyet akkori férje, Antonio „L.A.” Reid vezetett Babyface-szel. L.A. Reid Watkinst és Lopest tehetségesnek találta, Jonest viszont nem, és pár nap alatt új lányt talált a helyére: Damian Dame háttértáncosát, Rozonda Thomast. Az együttes aláírt egy szerződést a kiadóval, menedzserük Perri Reid lett. Ezután elkezdtek dolgozni első albumukon L.A. Reid, Babyface, Dallas Austin, Jermaine Dupri és Marley Marl közreműködésével.

### Ooooooohhh.... On the TLC Tip(1991-1992)
A TLC első albuma, az Ooooooohhh.... On the TLC Tip 1992. február 25-én jelent meg a LaFace kiadónál. A dalok stílusa funk (Watkins), hiphop (Lopes) és R&B (Thomas) keveréke. Hasonlít a new jack swing stílushoz, amit Teddy Riley tett népszerűvé az 1980-as évek végén, ezért tréfásan jill swingnek nevezték (Jack and Jill: Jancsi és Juliska angolul). Az album kedvező fogadtatásra talált, egy éven belül négyszeres platinalemez lett, és több kislemeze (Ain't 2 Proud 2 Beg, What About Your Friends, Baby-Baby-Baby) is felkerült a Billboard Hot 100-ra a legfontosabb amerikai slágerlistára.
A dalszövegek, melyeket Lopes és Dallas Austin írtak, hol játékos, hol komoly, gyakran feminista hangvételűek lettek. A színes videóklipekben a lányok érdekesen öltöztek, több klipben gumióvszereket hordtak a ruhájukon, hogy felhívják a figyelmet a biztonságos szexre (ahogy az album zárószövegében is).
Első országos turnéjukon MC Hammer előzenekara voltak. Ekkor derült ki Watkins betegsége (sarlóssejtes anémia), melyet titokban tartott, mígnem a turné alatt rosszul nem lett. Watkins az 1990-es évek végén a betegségben szenvedők egyik szóvivője lett. A turné végén az együttes úgy döntött, több beleszólást szeretne a karrierjébe, és közölte Perri Reiddel, hogy már nem akarják őt menedzsernek. Reid a menedzseri szerződést felbontotta velük, de továbbra is a Pebbitone-nál maradtak, és Reid továbbra is részesedést kapott a csapat által keresett pénzből.

### CrazySexyCool(1994)
Lopes nem sokkal az első album megjelenése után Andre Rison, az Atlanta Falcons amerikaifutball-csapat játékosának barátnője lett, és 1994-re együtt éltek Rison házában. Viharos kapcsolatuk volt, 1993. szeptember 2-án Lopes feljelentette Risont bántalmazásért, de a férfi tagadta, hogy megütötte volna. Lopes ebben az időben alkoholizmussal is küzdött, már tizenéves kora óta sokat ivott. 1994. június 9-én, miután újra összevesztek, Lopes egy fürdőkádba dobta Rison újonnan vett cipőit, gyúlékony anyaggal öntötte le őket, majd felgyújtotta. A plexiüveg kád elolvadt és a ház kigyulladt. Lopest letartóztatták és elítélték gyújtogatásért, végül öt év próbaidőre és 10 000 dollár büntetés megfizetésére kötelezték. Rison végül kibékült Lopesszel, és a következő években folytatódott viszontagságos kapcsolatuk.
1994 őszén a TLC dolgozni kezdett új albumán Dallas Austin, Jermaine Dupri, Babyface, Organized Noize és and Sean „Puffy” Combs közreműködésével. Lopest kiengedték az elvonókúráról, hogy részt vehessen a munkálatokban, de az albumon jóval kevesebbet szerepelt. Az album lágyabb hangzású lett az előzőnél, hasonló az első album Baby-Baby-Baby című számához. A CrazySexyCool albumnak mind a négy kislemeze a top 5-be került a Billboard Hot 100-on; a Creep és a Waterfalls az első, a Red Light Special a második, a Diggin’ on You az ötödik helyre került. A Waterfalls, melynek producere Organized Noise volt, és szövegében társadalmi problémákat feszeget, a TLC legnagyobb slágere lett, videóklipjét hónapokon át játszotta az MTV.
A CrazySexyCool több mint 11 millió példányban kelt el egyedül az USA-ban, és az egyik első album lett, ami valaha is gyémántlemez minősítést kapott. 1996-ban elnyerte a legjobb R&B-albumnak, Creep című dala pedig a legjobb, együttes vagy duó által előadott R&B-dalnak járó díjat. A csapat azonban sikerei csúcsán, 1995. július 3-án csődöt jelentett. Adósságuk 3,5 millió dollárt tett ki, ezek egy része Lopes gyújtogatási incidensének és Watkins orvosi számláinak volt köszönhető, de a fő ok az volt, hogy a menedzserek, producerek, adók és egyéb költségek kifizetése után az együttes minden tagja kevesebb mint 35 000 dollárt kapott kézhez egy évben. Emiatt újra akarták tárgyalni 1991-es szerződésük feltételeit a kiadóval, mert érvényes szerződésük alapján az albumeladásokból befolyó pénznek csak 7%-a járt nekik; egyúttal a Pebbitone-tól is meg akartak válni. A Pebbitone és a LaFace is úgy tartotta, a TLC csak több pénzt akar, és nincsenek pénzügyi gondjai. Emiatt két évig húzódott az ügy, és csak 1996 végén került pont a végére. A TLC új szerződést kapott a kiadótól, a Pebbitone-nal kötött szerződését felbontotta (Perri Reid eddigre elvált férjétől). Az együttes felvett egy dalt Az igazira várva filmzenealbumra This Is How It Works címmel, és 1997-ben elkezdett új stúdióalbumán dolgozni.

### FanMail(1999-2000)
A munkát késleltette, hogy viták támadtak az együttes és legfőbb producerük, Dallas Austin között. Austin ebben az időben Rozonda Thomasszal járt, és született egy fiuk is, Tron. Austin 4,2 millió dollárt követelt a részesedésből és teljes beleszólási jogot az albumba. Ebben nem tudtak megegyezni, és a munkálatok leálltak.
Ezalatt Thomas szerepelt a HavPlenty című független filmben, Watkins pedig Hype Williams 1998-ban megjelent Belly című filmjében Nas és DMX rapperekkel. Watkins 1996 végén felvett egy szólódalt, a Touch Myselfet. Lopes saját produkciós céget alapított, ahová leszerződtette a TLC-hez hasonló Blaque lánytriót. Ezenkívül közreműködött a Not Tonight című dal remixében Lil’ Kim, Missy „Misdemeanor” Elliot, Da Brat és Angie Martinez rapperekkel; a dal 1998-ban kapott egy Grammy-jelölést legjobb, együttes vagy duó által előadott rapdal kategóriában.
A TLC végül más producerekkel kezdte meg a munkát a FanMail albumon, majd sikerült kiegyezniük Austinnal, aki ezután a dalok nagy részének producere lett. Az album futurisztikusabb, poposabb hangzású lett és újabb sikereket hozott a TLC-nek; a Billboard 200 albumslágerlista első helyén nyitott és több mint hatmillió példányban kelt el egyedül az Egyesült Államokban. ezen az albumon található a No Scrubs című dal, ami egyik legnagyobb sikerük lett, és az Unpretty, ami önmagunk elfogadásáról szól. A Lady of Soul Awards díjkiosztón az együttest kitüntették az Év előadójának járó Aretha Franklin-díjjal. Mindkét dal videóklipjét gyakran játszotta az MTV és BET. Az albumnak három további kislemezét adták gyakran a rádiókban: a Silly Ho-t, az I’m Good at Being Bad-et és a Babyface szerezte Dear Lie-t. A CrazySexyCool után a FanMail is elnyerte a legjobb R&B-albumnak járó Grammyt (2000-ben), No Scrubs című dala pedig a legjobb, együttes vagy duó által előadott R&B-dalnak járót. Az együttes ezután világ körüli turnéra indult, ez volt a FanMail turné, melynek első fele 500 000 dolláros veszteséget hozott, második felében viszont szinte mindenhol teltház várta őket. A turné PayPerView változata (PayPerView: külön elő kell fizetni egy műsorra, hogy megnézhesse valaki minden PayPerView tévés különkiadás közül a legtöbbet hozó lett.

A FanMail megjelenésekor Lopes már nem titkolta, hogy elégedetlen az együttesben betöltött szerepével, és hogy a TLC és Austin nem ad neki elég teret a művészi önkifejezéshez. A dalokban való közreműködésből egyre jobban kiszorult, csak pár soros rapszöveget mondhatott el, énekhangját gyakran háttérénekeseké, például Debra Killingsé váltotta fel. 1999. november 28-án az Entertainment Weekly közzétette Lopes nyílt levelét, melyben felszólította Watkinsot és Thomast, hogy mindhárman rögzítsenek szólóalbumot és a rajongók döntsék el, melyikük a legtehetségesebb. A projekt címe The Challenge („A kihívás”) lett volna. A levélben Lopes keresetlen szavakkal illette Watkinsot, Thomast és Austint is, utóbbit egyben felkérte a projekt producerének, egyben közölte a kiadóval, hogy a győztes kaphatna másfél millió dollárt jutalomként. Végül azonban kibékültek, és a The Challenge-ből nem lett semmi. A FanMail turné után azonban kis szünetet tartottak, és ezalatt Lopes, a tagok közül elsőként, elkészítette szólóalbumát, a Supernovát. Ezenkívül 2000-ben a Spice Girls egykori tagja, Melanie C megjelentetett egy dalt Lopes közremáködésével; a Never Be the Same Again több országban listavezető lett.

### 3D(2002)
Negyedik stúdióalbumuk megjelenése előtt Lopes ismét vitába került Watkinsszal és Thomasszal. Lopes eredetileg ki akart lépni az együttesből, hogy lássa, nélküle is képesek-e sikert elérni. Szólóénekesi kísérlete azonban kudarcot vallott, albuma, a Supernova nem aratott nagy siker és az Egyesült Államokban meg sem jelent. A TLC 3D című albuma megjelenése előtt Lopes autóbalesetben életét vesztette. Watkins, Thomas és Austin nélküle fejezték be az albumot Rodney Jerkins, a The Neptunes, Raphael Saadiq, Missy Elliott és Timbaland közreműködésével. Egyben azt is eldöntötték, hogy nem keresnek új tagot Lopes helyére, az album megjelenése után feloszlik a csapat. Lopes közreműködésével összesen négy dal készült el a rapper halála előtt, a többit a másik két csapattag vette fel.
A 3D videóklipjeiben több tisztelgés is látható Lopes emléke előtt. Az első kislemez, a Girl Talk klipjében a rapper rajzfilmalakja látható, a Hands Up klipje pedig egy Club Lopes nevű nightclubban játszódik, ahol a falakon látható Lopes produkciós cégének szem formájú logója. Az albumból a megjelenést követő első éven belül jóval kevesebb kelt el, mint az előzőekből (kétmillió példány), és a kislemezek sem arattak sikert: az Egyesült Államokban csak a Girl Talk került be a top 40-be, a 28. helyre; a Hands Up egyáltalán nem került fel a listára, a Damaged pedig az 53. lett. Európában és Ázsiában kicsivel nagyobb sikert arattak.
2003 júniusában a TLC fellépett a Zootopia koncerten, melyet a Z100 New York-i rádióadó rendez évente. A fellépést úgy harangozták be, mint a TLC utolsó fellépését. Az együttest Carson Daly konferálta fel. A háttérben Lopes videófelvételeit játszották, miközben énekeltek.

### Now & Forever: The Hits(2003-2005)
2003-ban a LaFace eltervezte, hogy megjelenteti a LC első válogatásalbumát, a Now and Forever: The Hitset, rajta egy új dallal, a Come Get Some-mal, melyben Lil Jon és Sean P rappelnek. Az album világszerte 2004-ben, az Egyesült Államokban csak 2005 júniusában jelent meg; a Billboard 200-on az 53. helyen nyitott 20 000 eladott példánnyal. 2007. május 15-én, négy évnyi halogatás után az albumot kísérő DVD is megjelent az USA-ban, Now and Forever: The Video Hits címmel. Az Egyesült Királyságban 2007. augusztus 20-án egy újabb válogatásalbum is megjelent, a Crazy Sexy Hits: The Very Best of TLC. A DVD ugyanekkor jelent meg az országban először. Ez a válogatásalbum sikeresebb lett az előzőnél, a brit albumslágerlistán az 57. helyre került, míg az előző csak a 86.-ra.

### R U the Girl
2004. június 25-én Watkins és Thomas bejelentette, hogy valóságshow keretén belül keresnek egy lányt, aki felvesz velük egy dalt és fellép velük egy koncerten. A műsort a UPN csatorna vette meg. Az R U the Girl („Te vagy az a lány?”) című műsor 2005. július 27-én indult és kb. 4,1 millióan nézték szeptember 20-án a befejező részt, melyben a húszéves Tiffany „O’so Krispie” Baker lett a győztes. Bár keringtek hírek, hogy Baker átveszi Lopes helyét a csapatban, Watkins és Thomas ezt cáfolták. 2005. október 4-én jelentették meg közös dalukat, az I Betet Bakerrel, nem TLC, hanem R U the Girl with Watkins & Thomas néven. Úgy tervezték, a dal felkerül a Now and Forever: The Hits új kiadására, amit október 11-én terveztek megjelentetni, a dal azonban Amerikában és Európában is megbukott, és az album sem jelent meg.

### További fellépések
2008. június 24-én Watkins és Thomas felléptek a BET Awards díjkiosztón az En Vogue és az SWV együttesek eredeti tagjaival. Watkins és Thomas a Waterfalls című számukat adták elő Alicia Keysszel. November 25-én Watkins és Thomas díjakat adtak át a BETJ Virtual Awards díjkiosztón. 2009 márciusában bejelentették, hogy Japánban koncertsorozatot adnak a TLC tizenhét dalával.

## Diszkográfia

### Albumok
- Ooooooohhh.... On the TLC Tip (1992)
- CrazySexyCool (1994)
- FanMail (1999)
- 3D (2002)
- Now and Forever: The Hits (2004)
- Crazy Sexy Hits: The Very Best of TLC (2007)
- TLC (2017)

### DVD-k
- Now and Forever: The Video Hits (2005)

### Turnék
- 1992-1993: MC Hammer: Too Legit to Quit turné
- 1994-1996: Turnék a Boyz II Mennel
- 1999-2000: FanMail turné
- 2009: Japán turné

## Külső hivatkozások
- TLC Archiválva 2009. február 4-i dátummal a Wayback Machine-ben az MTV.com-on
- TLC az AllMusicon
- TLC a Discogson
- TLC az Internet Movie Database oldalon (angolul)
- Cyber TLC World